# Gaperon

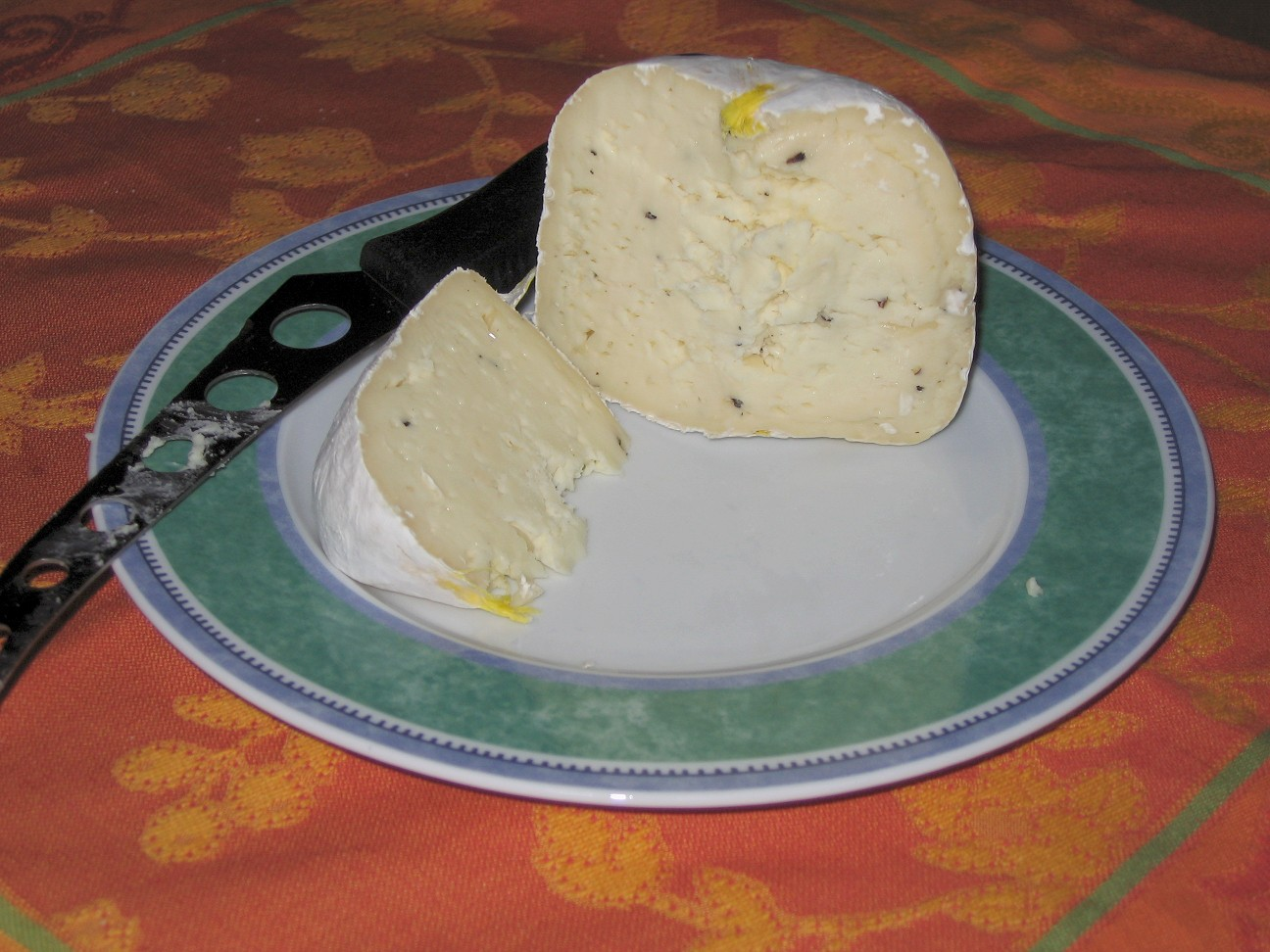
Gaperon

Der Gaperon ist ein weicher bis halbfester Käse aus der Auvergne, gewürzt mit Knoblauch, gemahlenem Pfeffer und Kräutern. Sein Fettgehalt beträgt 40–50 % in der Trockenmasse. Er wird aus Kuhmilch, vorzugsweise Rohmilch, hergestellt. Nach einer Reifezeit von rund drei Wochen bis acht Wochen kann er gegessen werden, vorzugsweise im Sommerhalbjahr etwa von Mai bis Oktober.
Ursprünglich wurde Gaperon aus der nach dem Buttern übrig gebliebenen Buttermilch hergestellt, der man Frischmilch zusetzte. Das Wort Gape bedeutet im Dialekt der Auvergne Buttermilch.
Die Laibe des Gaperon sind rundoval und wiegen zwischen 250 g und 500 g. Seine Rinde besteht aus verfestigter Käsemasse, bedeckt mit einer weißen Schimmelschicht, und ist zum Verzehr geeignet.
Der Gaperon hat einen intensiv-würzigen Geschmack mit deutlicher Knoblauchnote und leichter Pfefferschärfe. In früheren Zeiten ließ man die Käselaibe am Kamin reifen, um ihnen zusätzlich eine rauchige Geschmacksnote zu verleihen.